# Zecchino d'Oro 1970
Il dodicesimo Zecchino d'Oro si è svolto a Bologna dal 17 al 19 marzo 1970.
È stato presentato da Mago Zurlì, interpretato da Cino Tortorella.
Il "corto" e il "pacioccone" de Il lungo, il corto e il pacioccone sono stati ospiti ad una puntata de I migliori anni, condotto da Carlo Conti.
Il ritornello de Il lungo, il corto e il pacioccone è stato ripreso e rivisitato da Tutto esaurito, programma radiofonico mattutino di Radio 105. Ogni mattina viene fatta ascoltare una registrazione del ritornello cantato da bambini diversi.
Il brano Che bella festa sarà è citato in Puzzoni, la sigla del programma di Antonio Ricci Striscia la notizia di Canale 5 del periodo 1999-2000.

## Brani in gara
- Carlo Magno (Testo: Franco Maresca/Musica: Mandeglia, Mario Pagano) - Giancarlo Fassino (5 anni)
- Che bella festa sarà (Testo: Silverio Pisu/Musica: Giannetto Wilhelm) - Daniela Pagani (5 anni)
- Il lungo, il corto il pacioccone (Testo: Leo Chiosso/Musica: Gorni Kramer) - Leonardo Barsotti (4 anni e ½), Gianluca Calderari (8 anni) e Massimo Colucci (4 anni)
- Il soldato millepiedi (Testo: Carlo Bettini/Musica: Carlo Bettini) - Massimo Perin (5 anni)
- La ballata degli elefanti (Testo: Maria Morelli/Musica: Maria Morelli) - Vincenzo Pellegrino (6 anni)
- La moto da moto-cross (Testo: Alberto Testa/Musica: Roberto Livraghi) - Fabio Orsini (5 anni)
- La nave Gelsomina Dirindirindina (Testo: Franco Maresca/Musica: Mario Pagano) - Antonella Baldini (3 anni e ½) e Stefano Romanelli (4 anni)
- Manue-e-lo (Testo: Franco Maresca/Musica: Mario Pagano) - Claudio Gazzotti (6 anni)
- Ninna nanna del chicco di caffè (Testo: Franca Evangelisti/Musica: Mario Pagano) - Barbara Bernardi (3 anni e ½)
- Per un bicchier di vino (Testo: Ermanno Parazzini/Musica: Gian Pietro Marazza) - Catia Gazzotti (5 anni e ½)
- Tommy Tom (Testo: Roberto Marcora/Musica: Alberto Anelli) - Roberta Basaglia (6 anni)
- Un pupazzo di neve (Testo: Sauro Stelletti/Musica: Leo Ceroni) - Antonella Tedeschi (6 anni)